# VW T7 Multivan

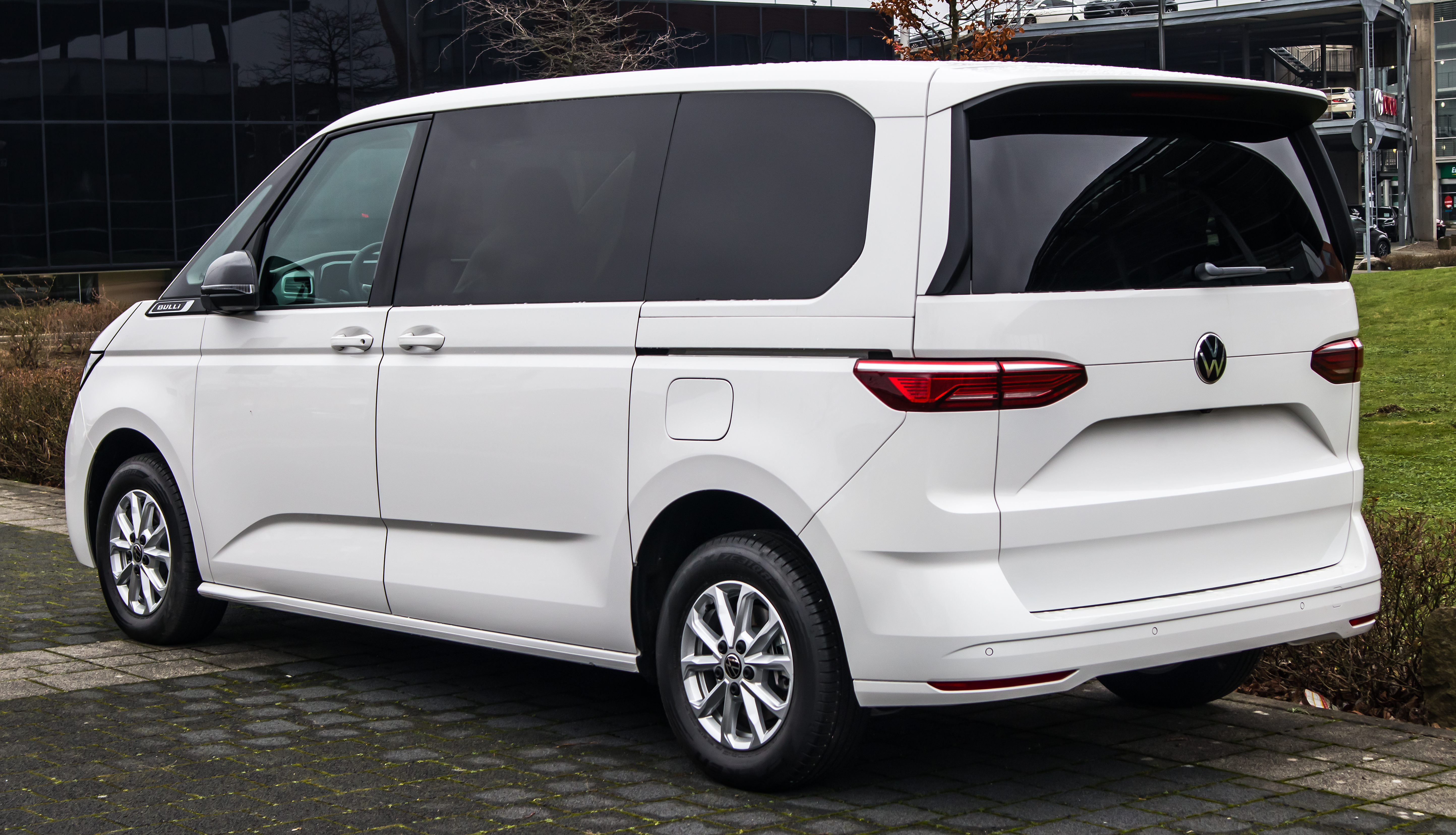
Heckansicht

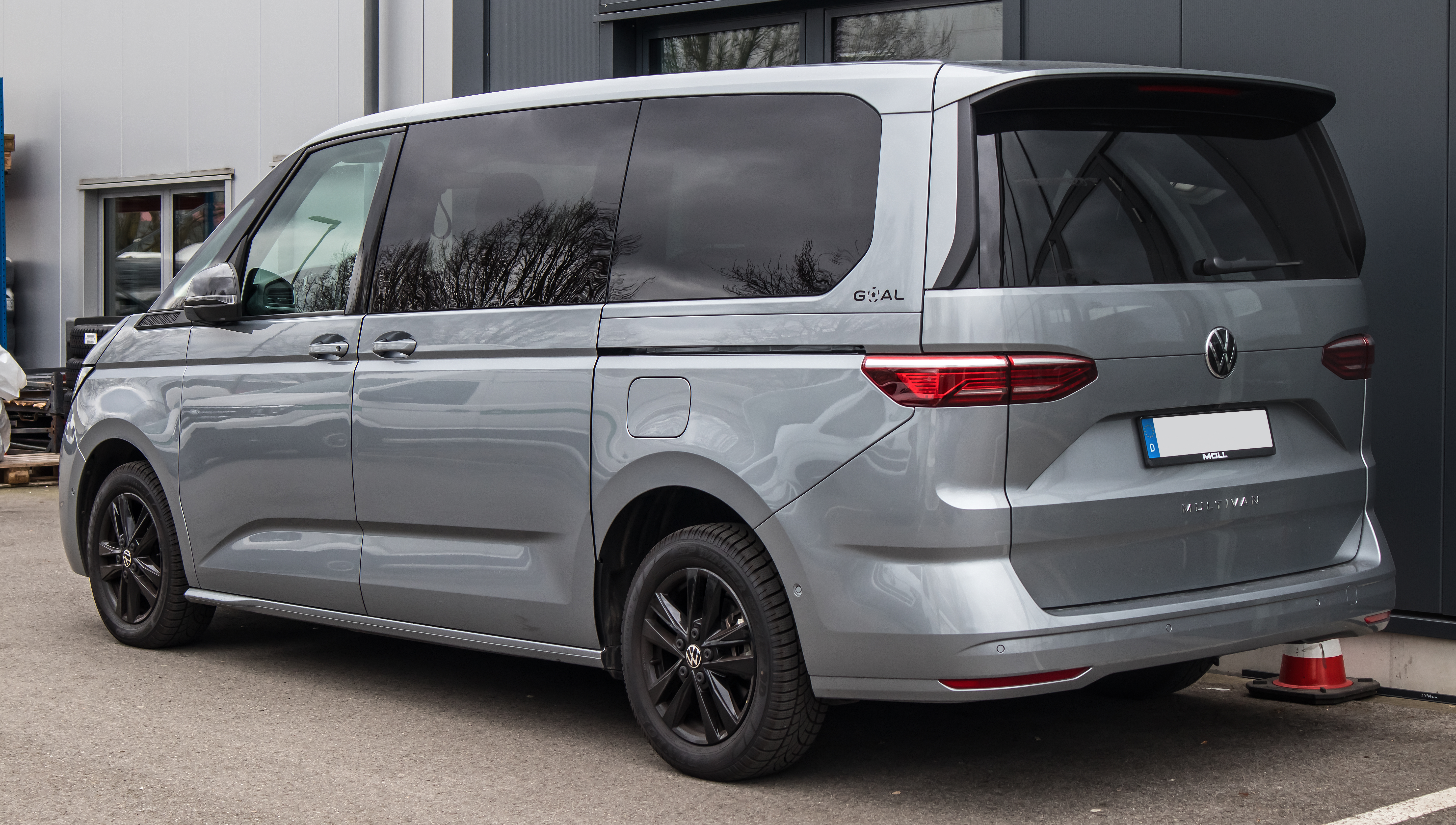
Heckansicht, Multivan mit langem Überhang

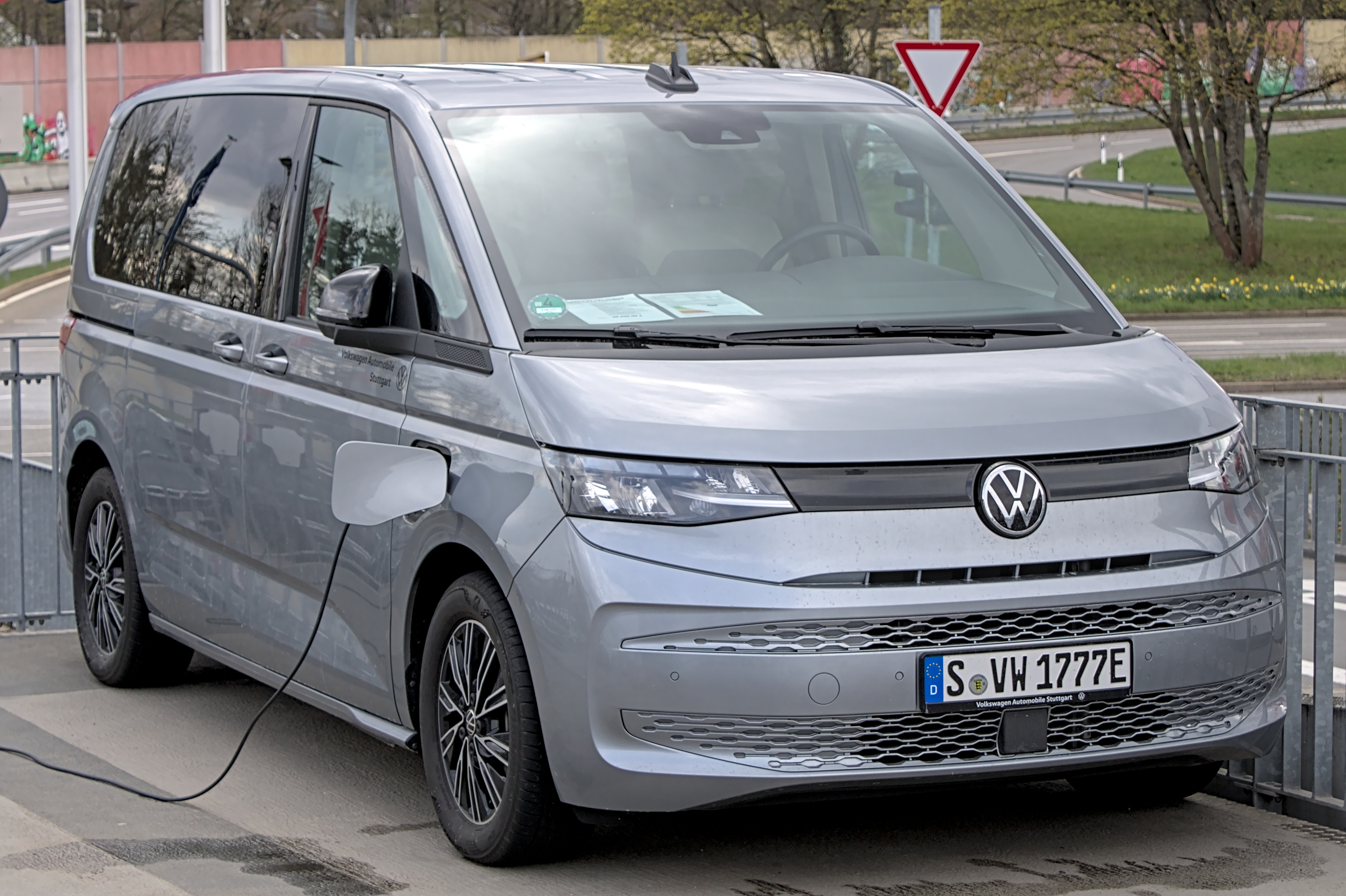
VW T7 Multivan 1.4 eHybrid (2021–2023)

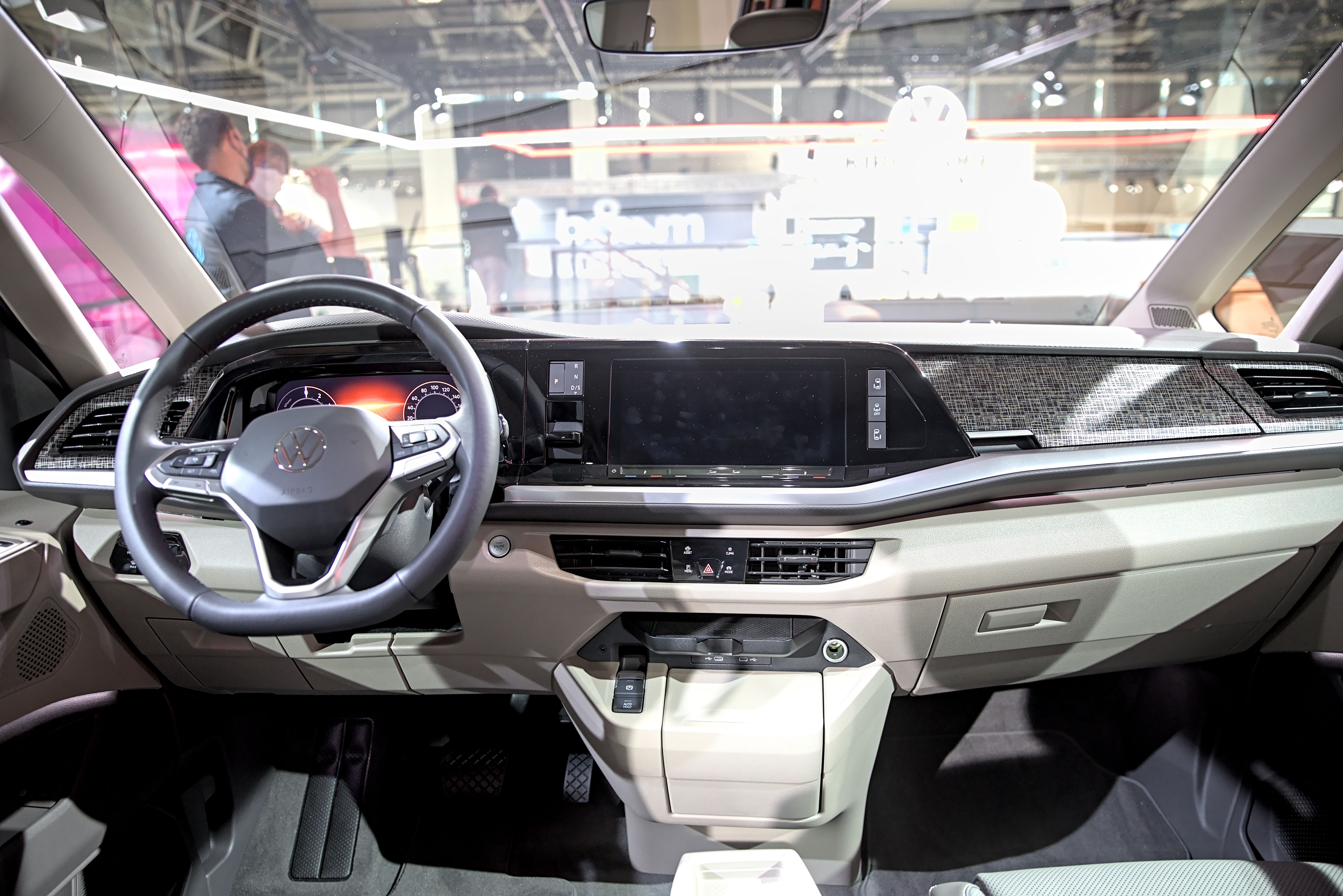
Instrumententafel

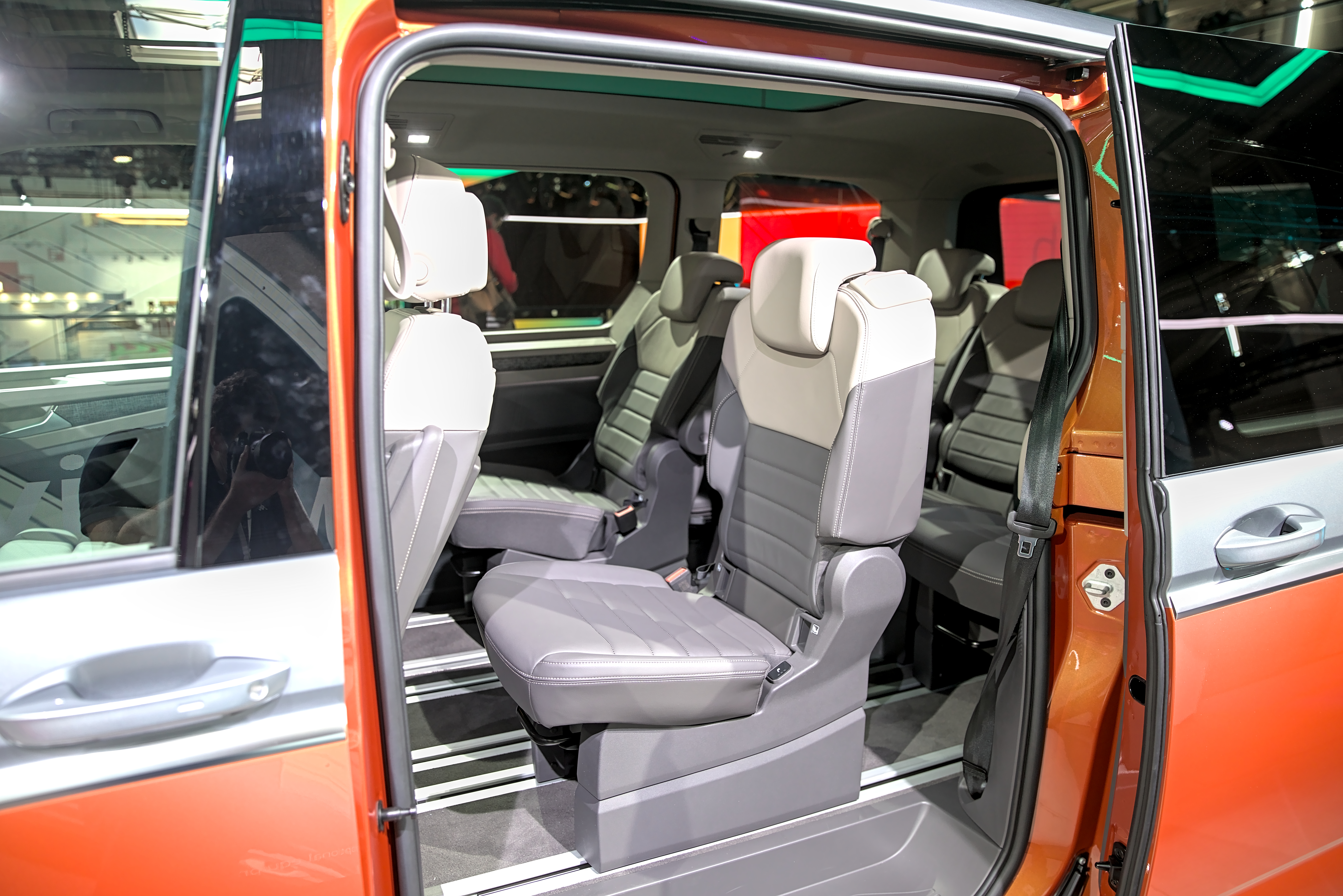
Blick in den Fond

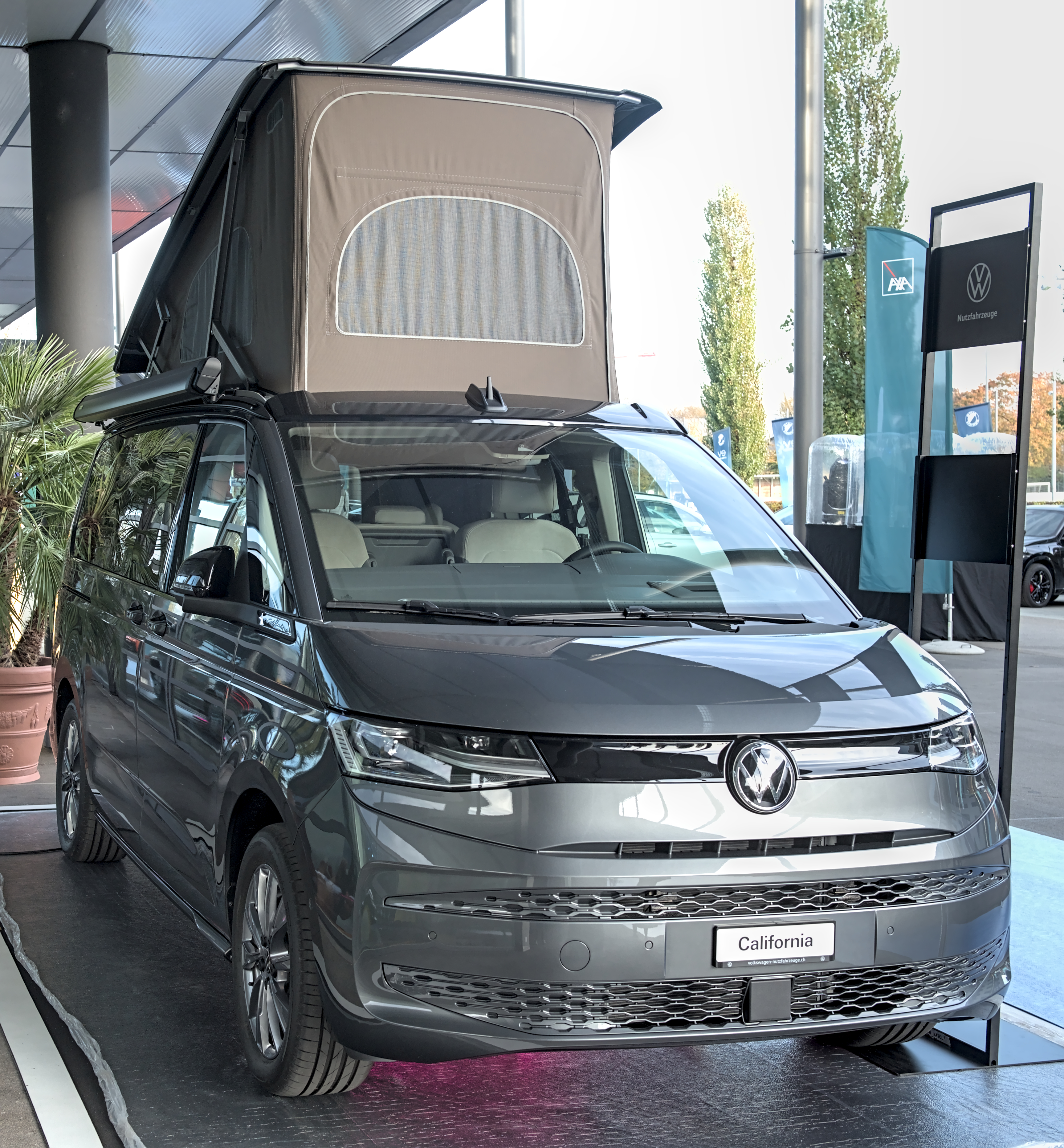
Volkswagen T7 California (seit 2024)

VW Multivan (Typ ST) ist die Bezeichnung des VW-Busses der Marke Volkswagen, der im Juni 2021 vorgestellt wurde. Um weniger EU-Strafe wegen Überschreitens des PKW-CO2-Grenzwertes von 95 g/km ab 2021 zahlen zu müssen, wählte Volkswagen als Ersatz für den T6.1 Multivan eine Neukonstruktion, die auf dem Modularen Querbaukasten (MQB) basiert. Zunächst wurde der T6.1 als Transporter, Caravelle sowie bisheriger Multivan mit 150 kW (204 PS) und Allradantrieb auch nach dem Erscheinen des neuen T7 Multivan weitergebaut, letztlich jedoch im Juli 2024 eingestellt. Transporter und Caravelle wurden schließlich vom T7 auf Basis des Ford Transit Custom abgelöst. Der T7 Multivan wird ausstattungsabhängig mit fünf, sechs, sieben oder acht Sitzen und mit einem einzigen Radstand in zwei Längen angeboten.

## Karosserie
Der T7 hat einen cw-Wert von 0,30, das sind rund 14 Prozent weniger als der T6.1 (0,35). Außerdem verringern etwa fünf Zentimeter weniger Höhe die Stirnfläche. Beide Faktoren reduzieren den Luftwiderstand, was den CO2-Ausstoß um bis zu 28 g/km mindert. 
Der Schwerpunkt des T7 liegt niedriger als der des Vorgängermodells.
Bis zu 20 Assistenzsysteme sind erhältlich, ein Umfeldbeobachtungssystem „Front Assist“ mit City-Notbremsfunktion, Ausweichunterstützung mit Abbiegeassistent, Verkehrszeichenerkennung und der Spurhalteassistent „Lane Assist“ zählen zur Grundausstattung. Der IQ.DRIVE Travel Assist ermöglicht teilautomatisiertes Fahren bis 210 km/h. Geschaltet wird wie auch beim VW Golf VIII mit Doppelkupplungsgetriebe mit einem Wählhebel ohne mechanische Verbindung, der im Armaturenbrett links vom Touchscreen platziert ist. Auch andere Teile des Armaturenbretts stammen vom Golf VIII; es wird der Modulare Infotainment-Baukasten der dritten Generation eingesetzt.
Die hinteren Sitzplätze sind auf Schienen montierte Einzelsitze. Sie können entgegen der Fahrtrichtung eingebaut werden haben eine Sitzheizung. Für das tiefere Dach wurden die Klimatisierungskanäle, Beleuchtung und Airbags an dessen Längsränder gelegt. Der T7 ist optional mit einem Panoramaglasdach erhältlich.
Der Kofferraum fasst in der Standardversion bis zu 469 Liter, bei ausgebauten Sitzen der dritten Reihe bis zu 1844 Liter und komplett ohne Fondsitze bis zu 3672 Liter. Eine am hinteren Überhang 20 cm längere Version des T7 mit gleichem Radstand fasst ab 763 Liter, maximal 4005 Liter.
Auf dem Caravan Salon im August 2023 wurde eine seriennahe Camping-Version California vorgestellt; die Serienversion ist seit Mai 2024 verfügbar.

## Sicherheit
Im Frühjahr 2022 wurde der Multivan vom Euro NCAP auf die Fahrzeugsicherheit getestet. Er erhielt fünf von fünf möglichen Sternen.

## Antrieb und Fahrwerk
Alle Modelle haben ein Doppelkupplungsgetriebe (DSG, Verbrenner 7 Stufen, eHybrid 6 Stufen). Bis 2024 war der Multivan nur mit Vorderradantrieb verfügbar. Ein Dieselmotor (TDI) mit 110 kW (150 PS) folgte 2022, elektrischer Allradantrieb folgte hingegen 2024. Insbesondere für den Plug-in-Hybrid werden Teile aus dem Modularen Querbaukasten (MQB) verwendet, bei der Vorderachse dieses Multivans ist das nicht der Fall. Gelenkt wird mit einer elektromechanischen Servolenkung. Als Hinterachse wird eine bei Front- und Allradantrieb identische Mehrlenkerachse verwendet, zahlreiche Teile wie die Radaufhängung sind aus massivem Leichtmetall gefertigt.
Als erster Plug-in-Hybrid wurde von Oktober 2021 bis August 2023 der 1.4 eHybrid angeboten. Er bot eine Systemleistung von 160 kW (218 PS), ein Drehmoment von 350 Nm und eine elektrische Reichweite von ca. 50 km aus einer Antriebsbatterie mit 13 kWh Energiegehalt (brutto). Als 1.5 eHybrid 4Motion (seit November 2024) ist der Multivan erstmals mit Allradantrieb erhältlich. An der Vorderachse wirkt wie zuvor der Hybrid-Antrieb mit 1,5-Liter-Vierzylinder mit 133 kW (181 PS), das 6-Gang-DSG verfügt über eine 85 kW (116 PS) leistende E-Maschine; die Hinterachse verfügt als elektrische Sekundärachse über eine 100 kW (136 PS) leistende E-Maschine, die bis zu einer Geschwindigkeit von 65 km/h den Allradantrieb ermöglicht. Der Allradantrieb ist auch bei leerer Batterie durch die Generator-Funktion des vorderen E-Motors sichergestellt, die Antriebsleistung kann vollständig an die Vorder- oder Hinterachse geleitet werden. Die Systemleistung des 1.5 eHybrid 4Motion liegt bei 180 kW (245 PS) mit einem Gesamtdrehmoment von 350 Nm. Mit der Netto-Batteriekapazität von 19,7 kWh sollen ca. 100 km elektrische Reichweite möglich sein, beide E-Motoren sind permanenterregte Synchronmaschinen. AC-Laden ist mit 11 kW, schnelles DC-Laden über CCS mit 50 kW Ladeleistung möglich. Rein elektrisch liegt die Höchstgeschwindigkeit bei 130 km/h, mit dem Hybrid bei 200 km/h.

## Technische Daten
|                                                 | 1.5 TSI                          | 2.0 TSI                          | 2.0 TSI                           | 1.4 eHybrid                         | 1.5 eHybrid 4Motion                 | 2.0 TDI                                     | 2.0 TDI                                     |
| ----------------------------------------------- | -------------------------------- | -------------------------------- | --------------------------------- | ----------------------------------- | ----------------------------------- | ------------------------------------------- | ------------------------------------------- |
| Bauzeitraum                                     | 10/2021–08/2023                  | 10/2021–06/2024                  | seit 06/2024                      | 10/2021–08/2023                     | seit 11/2024                        | 03/2022–06/2024                             | seit 06/2024                                |
| Motorbaureihe                                   | VW EA211 evo                     | VW EA888                         | VW EA888                          | VW EA211                            | VW EA211 evo 2                      | VW EA288 evo                                | VW EA288 evo                                |
| Motorart                                        | Ottomotor                        | Ottomotor                        | Ottomotor                         | Ottomotor + Elektromotor            | Ottomotor + Elektromotor            | Dieselmotor                                 | Dieselmotor                                 |
| Motoraufladung                                  | Abgasturbolader                  | Abgasturbolader                  | Abgasturbolader                   | Abgasturbolader                     | Abgasturbolader                     | Abgasturbolader                             | Abgasturbolader                             |
| Motortyp                                        | Reihenbauart, Direkteinspritzung | Reihenbauart, Direkteinspritzung | Reihenbauart, Direkteinspritzung  | Reihenbauart, Direkteinspritzung    | Reihenbauart, Direkteinspritzung    | Reihenbauart, Common-Rail-Einspritzung, SCR | Reihenbauart, Common-Rail-Einspritzung, SCR |
| Zylinder/Ventile                                | 4/16                             | 4/16                             | 4/16                              | 4/16                                | 4/16                                | 4/16                                        | 4/16                                        |
| Hubraum                                         | 1498 cm³                         | 1984 cm³                         | 1984 cm³                          | 1395 cm³                            | 1498 cm³                            | 1968 cm³                                    | 1968 cm³                                    |
| max. Leistung bei min−1                         | 100 kW (136 PS) bei 5000–6000    | 150 kW (204 PS) bei 5000–6500    | 150 kW (204 PS) bei 5000          | 160 kW (218 PS) bei 4900–6500       | 180 kW (245 PS) bei 5500            | 110 kW (150 PS) bei 3000–3750               | 110 kW (150 PS) bei 3000                    |
| max. Drehmoment bei min−1                       | 220 Nm bei 1750–3500             | 320 Nm bei 1600–4300             | 320 Nm bei 1600–4300              | 350 Nm bei 1000–4100                | 350 Nm bei 1500–4000                | 360 Nm bei 1600–2750                        | 360 Nm bei 1600–2750                        |
| Antriebsart, Serie                              | Vorderradantrieb                 | Vorderradantrieb                 | Vorderradantrieb                  | Vorderradantrieb                    | Allradantrieb                       | Vorderradantrieb                            | Vorderradantrieb                            |
| Antriebsart, Option                             | –                                | –                                | –                                 | –                                   | –                                   | –                                           | –                                           |
| Getriebeart, Serie                              | 7-Stufen-Doppelkupplungsgetriebe | 7-Stufen-Doppelkupplungsgetriebe | 7-Stufen-Doppelkupplungsgetriebe  | 6-Stufen-Doppelkupplungsgetriebe    | 6-Stufen-Doppelkupplungsgetriebe    | 7-Stufen-Doppelkupplungsgetriebe            | 7-Stufen-Doppelkupplungsgetriebe            |
| Getriebeart, Option                             | –                                | –                                | –                                 | –                                   | –                                   | –                                           | –                                           |
| Leergewicht                                     | 1941–2014 kg [1963–2037 kg]      | 2002–2092 kg [2024–2114 kg]      | 1998–2095 kg [2024–2121 kg]       | 2120–2257 kg [2142–2279 kg]         | 2294–2385 kg [2319–2411 kg]         | 2043–2134 kg [2065–2157 kg]                 | 2037–2138 kg [2063–2164 kg]                 |
| max. Zuladung                                   | 586–659 kg [563–637 kg]          | 758–848 kg [736–826 kg]          | 755–852 kg [729–826 kg]           | 493–630 kg [471–608 kg]             | 565–656 kg [539–631 kg]             | 716–807 kg [693–785 kg]                     | 712–813 kg [686–787 kg]                     |
| Beschleunigung, 0–100 km/h                      | 13,5 s [13,5 s]                  | 9,4 s [9,4 s]                    | 9,4 s [9,4 s]                     | 9,0 s [9,0 s]                       | 8,9 s [8,9 s]                       | 11,6 s [11,6 s]                             | 11,6 s [11,6 s]                             |
| Höchstgeschwindigkeit                           | 182 km/h [182 km/h]              | 200 km/h [200 km/h]              | 200 km/h [200 km/h]               | 192 km/h [192 km/h]                 | 200 km/h [200 km/h]                 | 190 km/h [190 km/h]                         | 190 km/h [190 km/h]                         |
| Kraftstoffverbrauch NEFZ auf 100 km, kombiniert | 6,6–6,7 l Super [6,7 l Super]    | 7,6–7,7 l Super [7,7 l Super]    | 8,6–9,1 l Super [8,7–9,1 l Super] | 1,5 l Super [1,5–1,6 l Super]       | 0,8–0,9 l Super [0,8–0,9 l Super]   | 5,3 l Diesel [5,3–5,4 l Diesel]             | 6,3–6,7 l Diesel [6,4–6,7 l Diesel]         |
| CO2-Emission NEFZ kombiniert                    | 150–153 g/km [153–154 g/km]      | 175 g/km [175 g/km]              | 195–206 g/km [196–207 g/km]       | 34 g/km [34–37 g/km]                | 18–21 g/km [18–21 g/km]             | 140–141 g/km [141–143 g/km]                 | 166–178 g/km [167–177 g/km]                 |
| Tankinhalt                                      | 60 l                             | 60 l                             | 60 l                              | 45 l                                | 45 l                                | 58 l                                        | 58 l                                        |
| Batterie                                        | –                                | –                                | –                                 | Lithium-Ionen-Akkumulator: 10,4 kWh | Lithium-Ionen-Akkumulator: 19,7 kWh | –                                           | –                                           |
| elektrische Reichweite NEFZ                     | –                                | –                                | –                                 | 58–60 km                            | 88–95 km                            | –                                           | –                                           |
| Abgasnorm                                       | Euro 6d-ISC-FCM                  | Euro 6d-ISC-FCM                  | Euro 6e                           | Euro 6d-ISC-FCM                     | Euro 6e                             | Euro 6d-ISC-FCM                             | Euro 6e                                     |

Werte in eckigen Klammern [ ] gelten für Langversion.